# Libellule déprimée
Libellula depressa
Espèce
Statut de conservation UICN

 LC  : Préoccupation mineure
La libellule déprimée, Libellula depressa, est une espèce d'insectes odonates appartenant à la famille des libellulidés.
Très commune en Europe, elle s'étend jusqu'en Asie centrale.

## Synonyme
- Platetrum depressum (Linné)[1]

## Caractéristiques
- Longueur du corps : 40 à 48 mm.
- Elle doit son nom à son abdomen plat et large.
- Les quatre ailes sont brunes à la base.
- Chez la libellule déprimée adulte, l'abdomen du mâle est bleu clair ; celui de la femelle, brun et jaune avec des taches jaunes bien visibles sur les côtés (dimorphisme sexuel prononcé). Leurs yeux tirent sur le gris.
- À l'état immature, les yeux sont verts et le corps de couleur jaune (ressemblance avec la femelle adulte).

Les adultes, visibles d'avril à mi-septembre, volent très rapidement, se perchent souvent au sommet de la végétation. Les mâles agressifs, chassent les concurrents. Par temps froid, ces libellules peuvent se poser à terre, les ailes étalées à l'horizontale.
Elles fréquentent les cours d'eau lents, les étangs, les mares même artificielles en pleine ville où elles peuvent se reproduire. Elles ont une préférence pour les points d'eau peu profonds, ensoleillés, à la végétation pauvre, souvent elles constituent la première espèce de libellule colonisatrice des milieux neufs.

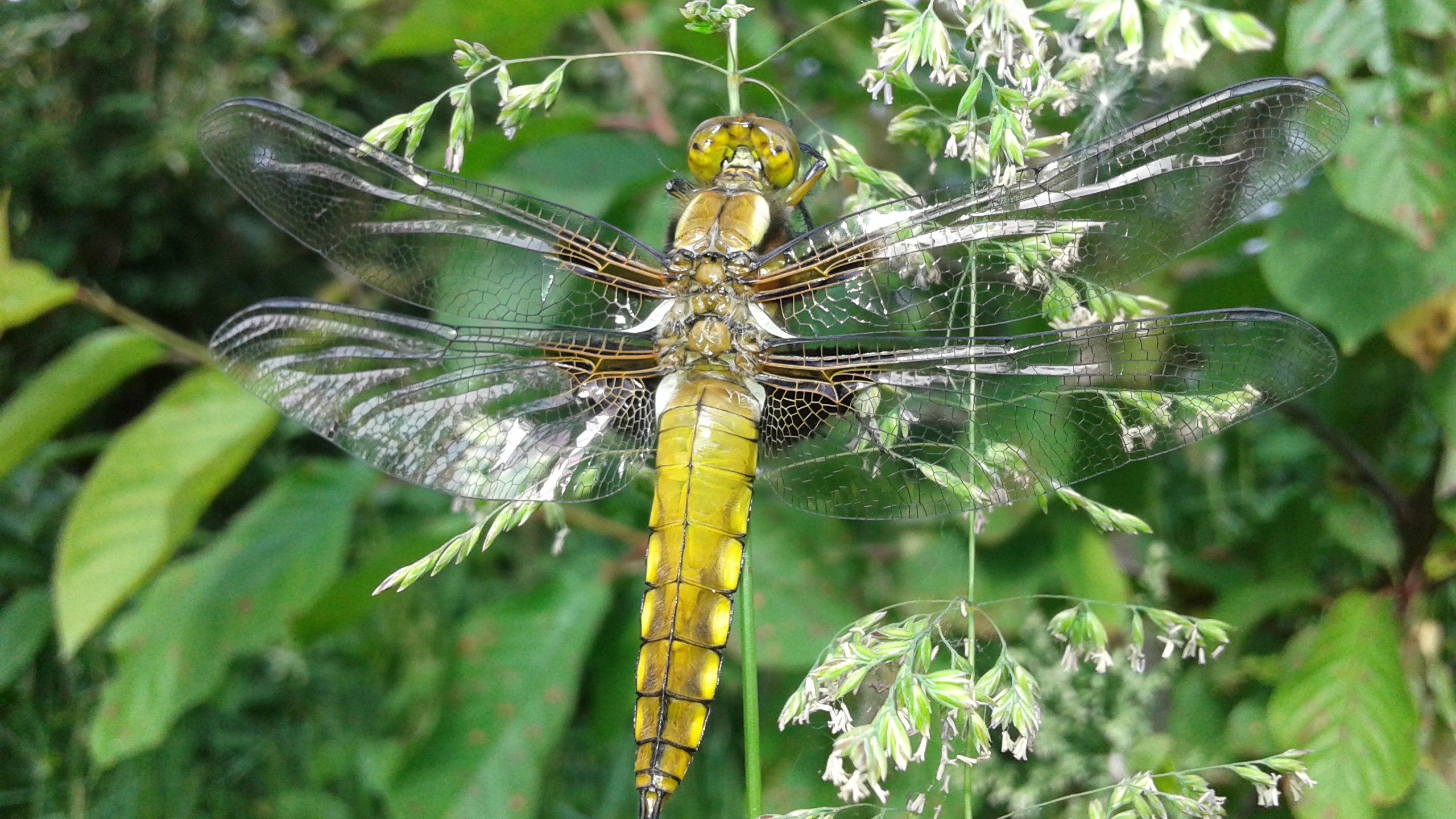
Libellule déprimée immature
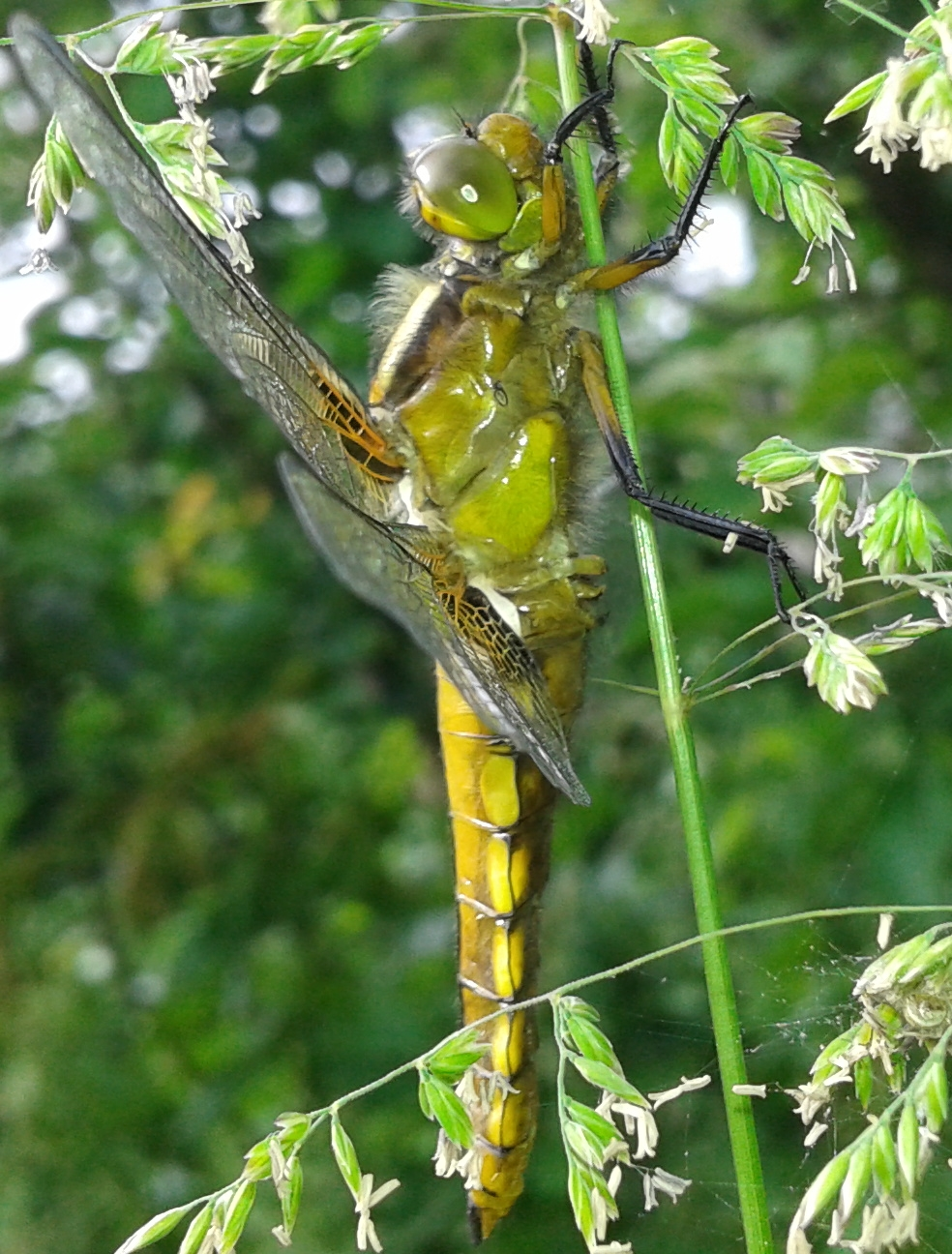
vue de son abdomen déprimé
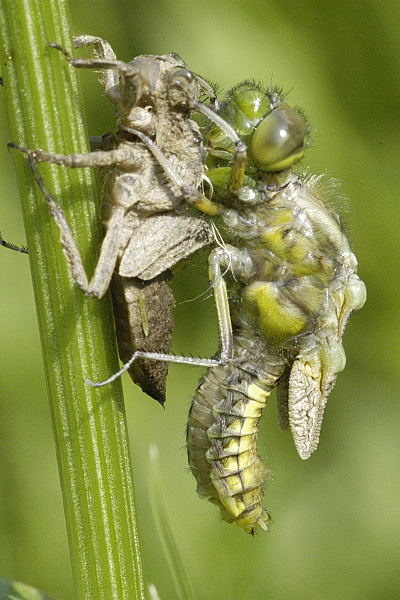
Adulte accroché à son exuvie
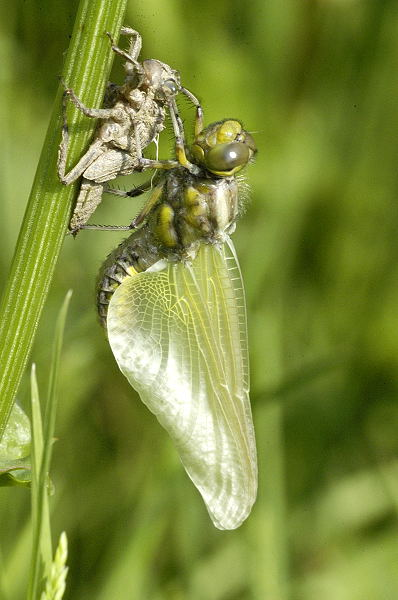
Adulte dépliant ses ailes pour les sécher
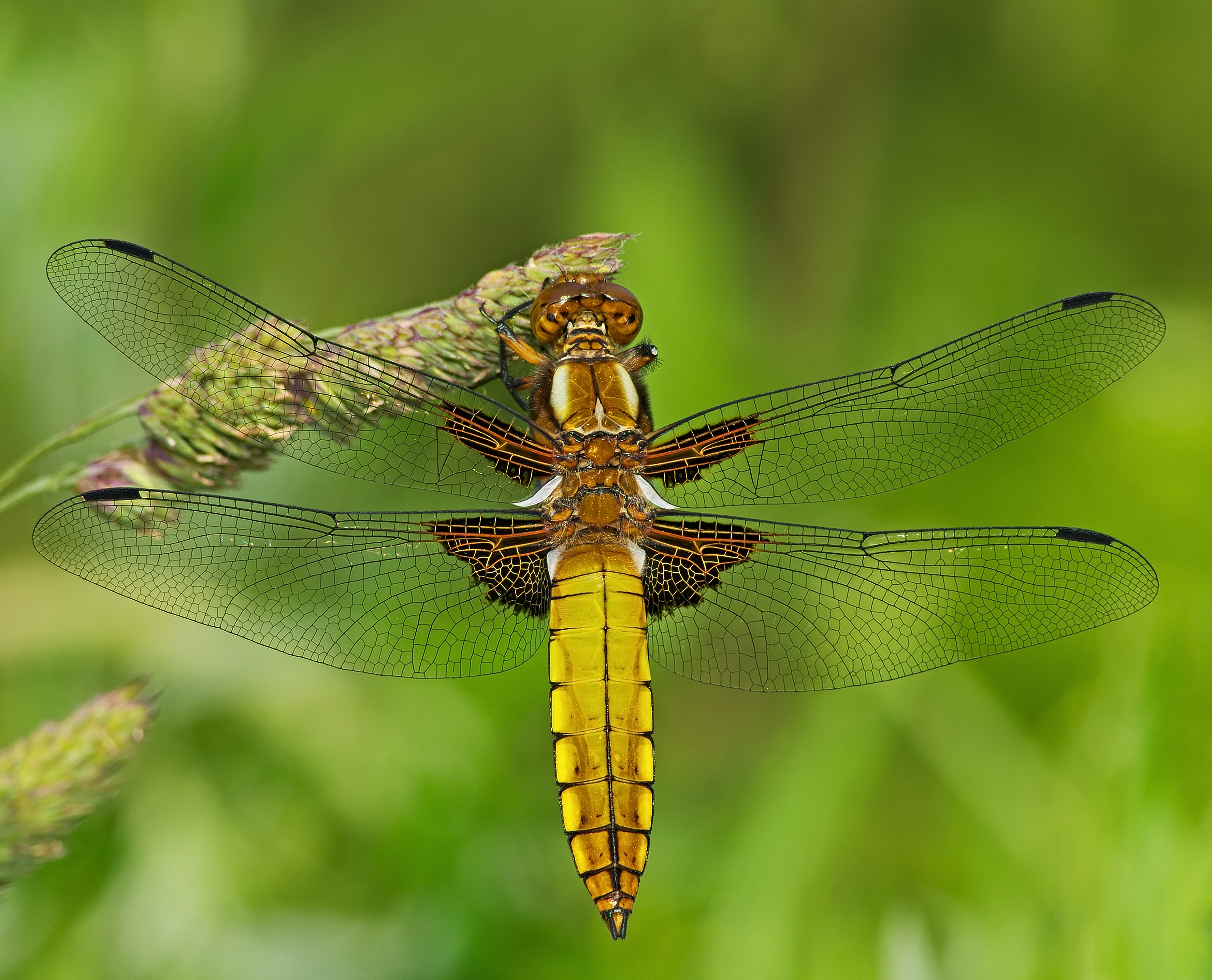
femelle
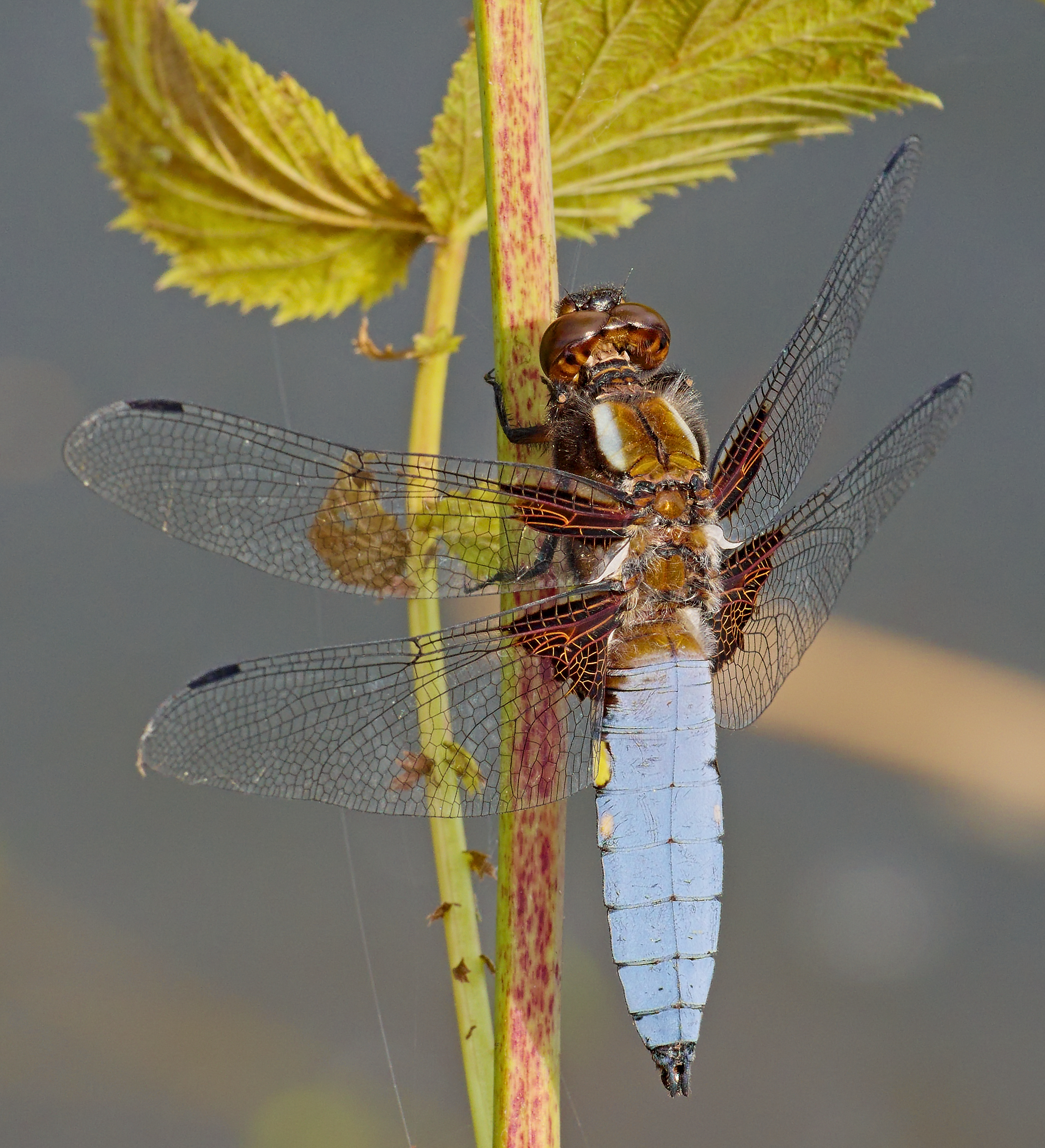
Une libellule déprimée mâle.
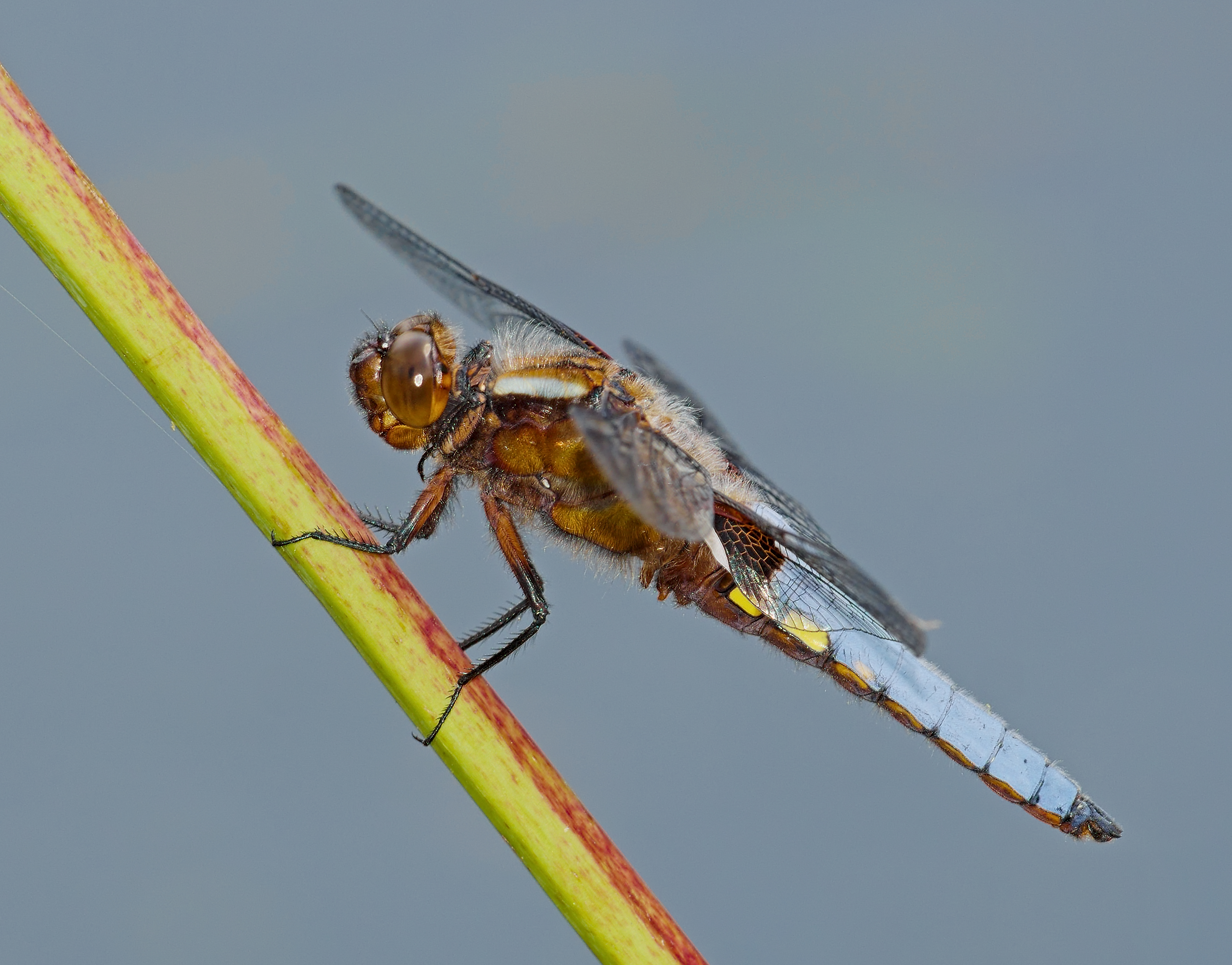
Une autre - ou peut-être la même - libellule déprimée mâle.
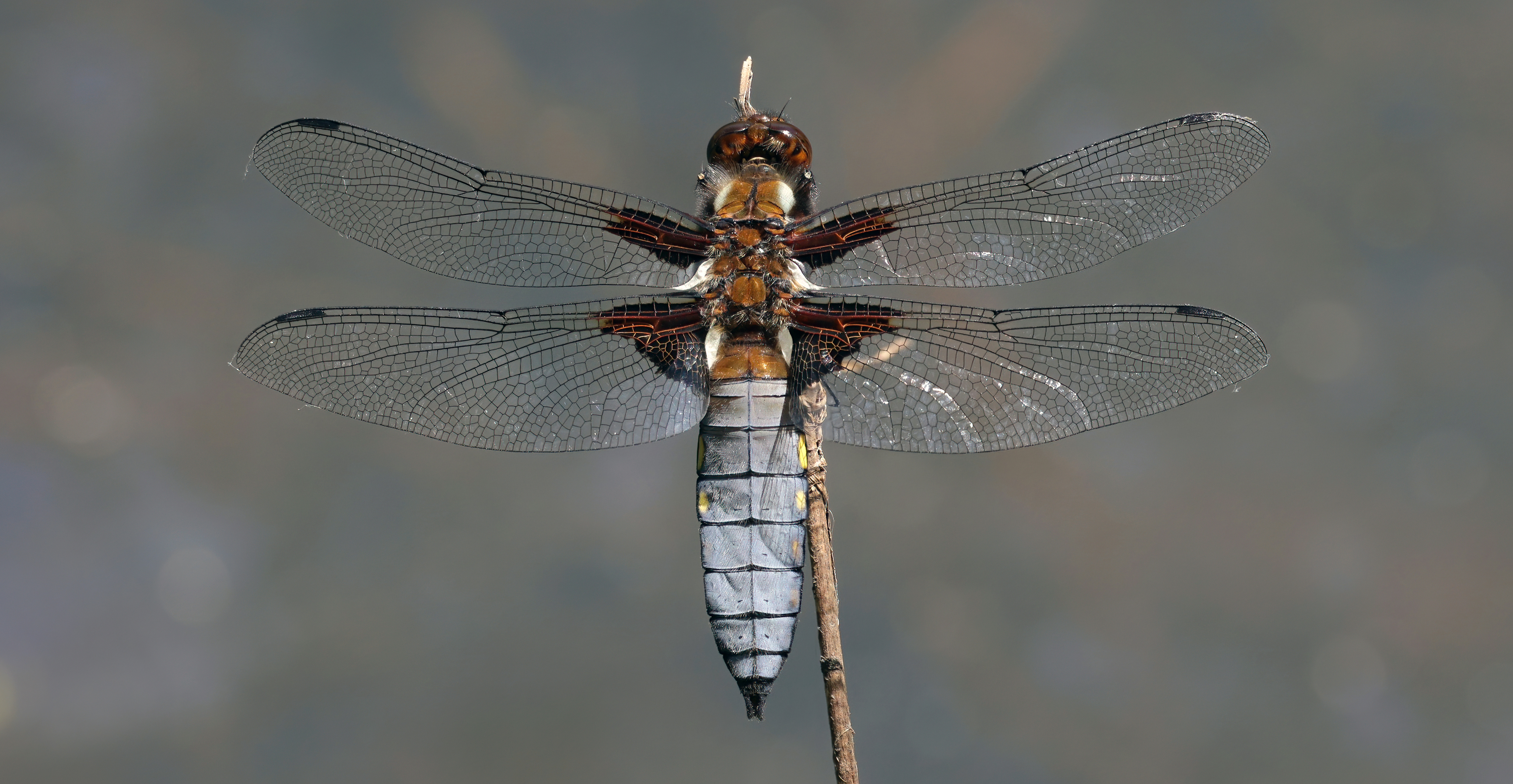
Libellule déprimée mâle de dos, dans l'Oxfordshire. Juin 2021.
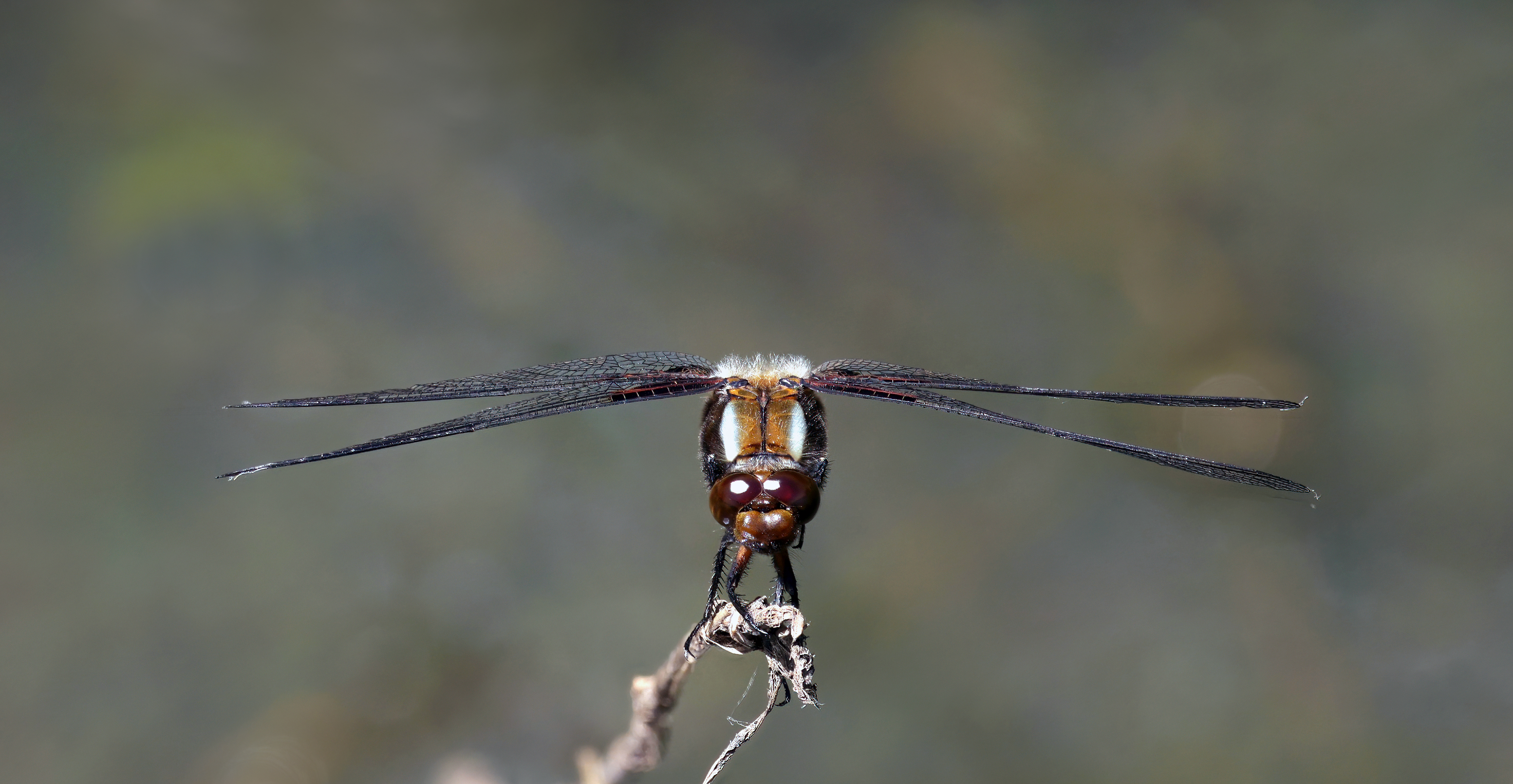
La même, de face.

### Reproduction
La libellule femelle pond ses œufs dans les points d'eau précités. L'éclosion, trois semaines plus tard, donnera des petites larves carnassières qui resteront une année dans leur lieu de naissance.

## Espèce proche
La libellule fauve (Libellula fulva)